# تان يو
تان يو (بالصينية: 鄭周敏) هو شخصية أعمال صيني، ولد في 5 أبريل 1927 في فوجيان في الصين، وتوفي في 12 مارس 2002 في هيوستن في الولايات المتحدة.